# 长生浦站
長生浦站（：／ Jangsaengpo yeok */?）是位于韩国蔚山南区古沙洞的一个车站，属于長生浦線。

## 历史
- 1952年9月25日，落成使用。

## 车站周边
- 长生浦港

## 相鄰車站
韓國鐵道公社
長生浦線
太和江－長生浦